# Mindre kaninpunggrävling
Mindre kaninpunggrävling (Macrotis leucura) var ett däggdjur som levde i Australien. Den dog ut i mitten av 1900-talet.
Artepitetet i det vetenskapliga namnet är bildat av de grekiska orden leucos (vit) och oura (svans).

## Beskrivning
Djuret nådde en kroppslängd (huvud och bål) av 20 till 27 cm, en svanslängd av 12 till 17 cm och en vikt mellan 310 och 430 gram. Pälsen på ovansidan hade främst en grå färg med skuggor av brun eller blå. Undersidan var mera vitaktig. Liksom den större kaninpunggrävlingen hade arten en hårtofs vid bakre delen av svansen men den yttersta spetsen var naken. Svansen hos den mindre kaninpunggrävlingen var nästan helt vit, ibland fanns en grå strimma vid ovansidan av svansroten.
Angående levnadssättet fanns troligen inga skillnader mellan båda kaninpunggrävlingar. Mindre kaninpunggrävling var aktiv på natten och var allätare. Födan utgjordes bland annat av insekter som myror och termiter, av frön och frukter samt av mindre gnagare.
Arten levde i Australiens centrala öknar samt i torra gräsmarker med några glest fördelade träd och buskar.

## Utrotning
Det antas att arten utrotades av introducerade fiender som rävar och tamkatter. Troligen påverkade även införda konkurrenter som kaniner och landskapets omvandling med hjälp av svedjebruk beståndets utveckling. Den sista individen som vetenskapen känner till hittades 1931. Enligt obekräftade berättelser av aboriginer levde några exemplar fram till 1960-talet.